# Zaino di salvataggio

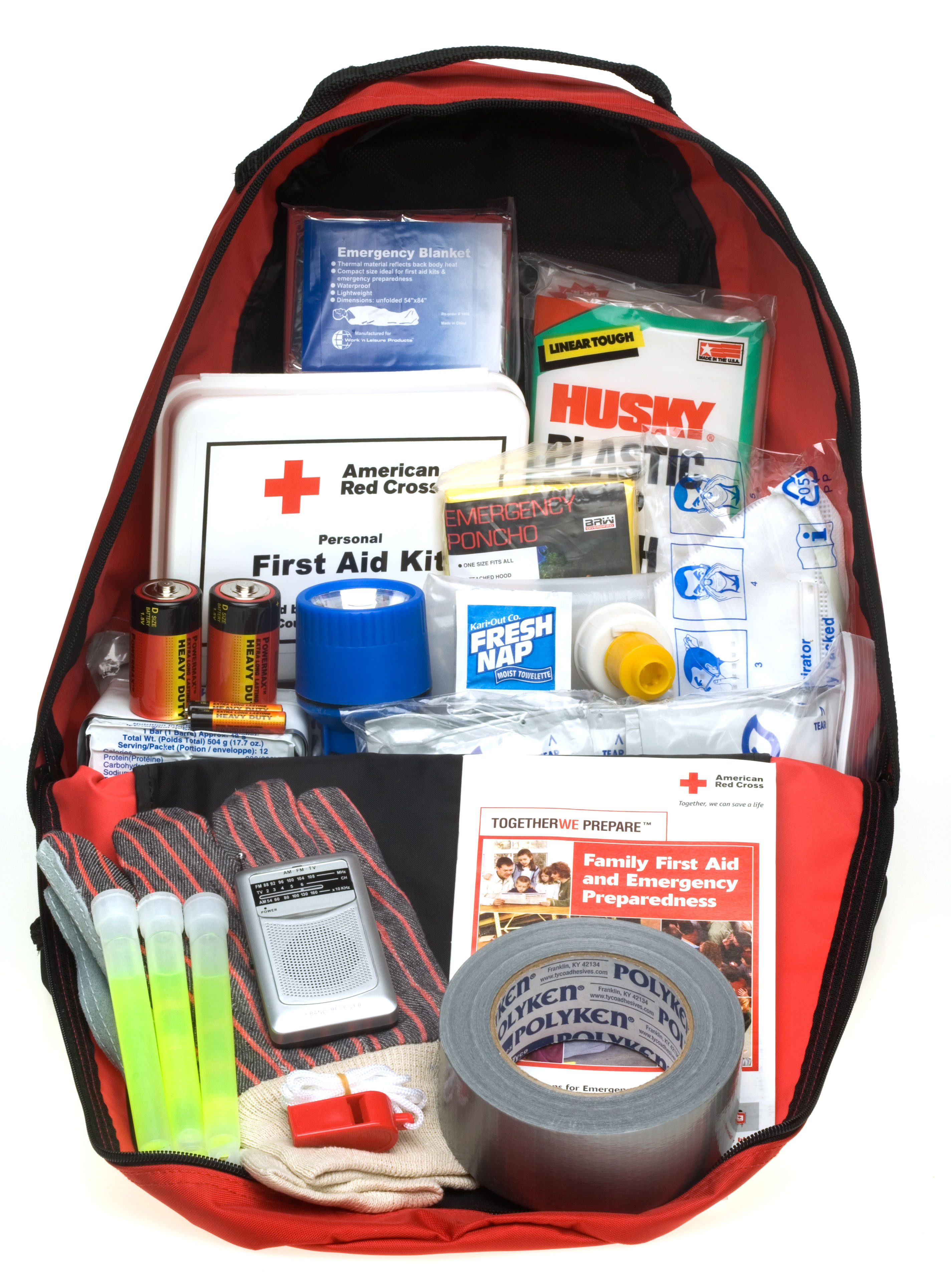
Equipaggiamento di uno zaino di salvataggio

Lo zaino di salvataggio è uno zaino o altro contenitore portabile che contiene un equipaggiamento di emergenza. Esistono diversi tipi di zaini di salvataggio che possono differire anche molto tra loro, a seconda del contesto in cui vengono usati e della loro destinazione d'uso. Esempi di zaini di questo tipo sono essere la BOB (bug-out bag), il Kit 72 ore, la GO Bag (o Grab Bag) e la Get Home Bag. Pur assolvendo a compiti apparentemente simili, questi kit non vanno confusi tra loro e il loro contenuto va selezionato in base alla funzione.

## Utilizzo
Lo scopo di uno zaino di salvataggio (genericamente inteso) è quello di affrontare situazioni di emergenza di durata relativamente breve, in conseguenza di disastri o calamità naturali, dove ogni persona può disporre di una quantità limitata di oggetti o deve lasciare rapidamente la zona del disastro. Oltre a consentire la sopravvivenza durante una evacuazione d'emergenza, uno zaino di salvataggio può essere utilizzato anche quando vi sono altre emergenze che potrebbero comportare l'intrappolamento o l'isolamento temporanei, come incendi di case, black out, tornado e altre gravi calamità naturali.
Soprattutto in aree ad alto rischio di calamità naturali (terremoti, cicloni, vulcani, inondazioni e simili), organizzazioni quali la Croce Rossa o gli enti di protezione civile governativi raccomandano per questo di tener già pronti allo scopo una serie di oggetti e di vivande in un contenitore di facile trasporto, come potrebbe essere uno zaino. Oltre che per la funzione specifica, il contenuto può variare anche a seconda della regione geografica dell'utilizzatore e del tipo di rischio a cui è esposto: una persona che vive in luoghi soggetti a cicloni avrà bisogno di equipaggiamenti diversi da quelli soggetti ad incendi o terremoti.

## Tipo di Zaini di salvataggio
Esistono diversi tipi di zaini di salvataggio, concepiti per uno specifico utilizzo in una specifica situazione e delle necessità che si potranno avere in questa. Uno zaino "generico" può sicuramente essere utile, ma la perdita di specificità in contesti di emergenza può essere pagata a caro prezzo. La limitazione di spazio e peso costringe infatti a portare con sé solo lo stretto necessario e non ciò che potrebbe essere genericamente utile. Per questo ogni elemento contenuto nello zaino va selezionato in funzione dello scopo prefissato.
Alcuni tipi di zaini di salvataggio sono: 
- BOB o Bug Out Bag: È probabilmente il kit più famoso dei prepper e ha lo scopo di facilitare la procedura di Bugging-out ossia l'evacuazione verso una zona sicura predesignata quando, per un qualsiasi motivo, la propria abitazione non dovesse più essere sicura. Lo scopo della BOB e di assistere il prepper durante il viaggio pianificato, con tutte le alternative principali prese in considerazione.

- Kit da 72 ore: Reso famoso dalla FEMA statunitense, questo kit raccoglie tutto quello di cui uno sfollato o persona in difficoltà potrebbe avere bisogno a seguito di una alluvione, tornado, terremoto o eventi simili. La FEMA ha infatti confermato di non riuscire a portare i soccorsi in tempi inferiori a 72 ore, tempo durante il quale la popolazione deve cercare di essere autosufficiente. Lo scopo del kit è quello di restare ad attendere i soccorsi nei pressi del luogo dell'evento nella migliore condizione possibile. Deve contenere quindi scorte sufficienti alle persone del proprio nucleo familiare per un arco di settantadue ore dato che i soccorsi potrebbero impiegare anche qualche giorno prima di arrivare o che un'eventuale evacuazione potrebbe comportare problemi di rifornimento di beni di conforto o di prima necessità durante il trasferimento.
- Go Bag o Grab Bag: È un kit molto diffuso tra i corrispondenti di guerra o giornalisti che contiene documenti, soldi ed altri elementi utili a mettersi in salvo quando lavorano in zone ad alto rischio come i fronti di guerra
- Get home bag: Si tratta di kit il cui scopo è quello di garantire il ritorno a casa in caso di emergenza o calamità. Solitamente questi zaini si pre-posizionano fuori casa negli ambienti in cui si passa più tempo ed in cui ci sono maggiori probabilità di trovarsi nel momento dell'emergenza, quali il luogo di lavoro o la vettura.
- Borse antiviolenza per donne. Alcuni centri anti violenza hanno sviluppato iniziative in cui si preparano dei kit pronti per donne che hanno subito violenza domestica e che vogliono fuggire dalla loro situazione. In generale questi kit comprendono quello che è necessario per i primi giorni fino all'inserimento in strutture d'accoglienza. Solitamente comprendono anche una dotazione per figli minori.

## Contenuto generico
A prescindere dalle diverse tipologie di zaini di salvataggio, è facile che tutti questi contengano alcuni elementi comuni atti a garantire le necessità principali.
Quasi tutti i kit sopra citati contengono
- Soldi in contanti (le transazioni bancarie elettroniche potrebbero non essere disponibili durante il periodo iniziale a seguito di una situazione di emergenza o evacuazione).
- Carta d'identità, codice fiscale, patente o copie delle stesse.
- Un telefono cellulare con accessori per caricare le batterie, scheda SIM attiva, numeri di telefono salvati
- Un kit di pronto soccorso, anche minimale
- Scorte di medicine tenendo conto di un lungo periodo di evacuazione.
- Libretti sanitari o copie degli stessi.
- Torcia elettrica (munita di batteria o ad azionamento a manovella)
- Fischietto per le segnalazioni (esistono diversi modelli che possono essere più o meno adatti a seconda del clima in cui ci si trova)

Altri elementi che si possono trovare sono:
- Acqua e cibo sufficienti per durare per 72 ore. Questo include: acqua per bere e cucinare. Si raccomanda dai 2 ai 3 litri a persona.
- Alimenti non deperibili.
- Potabilizzatore per acqua portatile.
- Approvvigionamenti da cucina.
- Strumenti per accendere il fuoco (ad esempio: fiammiferi, cerini, accendino, ecc.)
- Se si abita in grandi condomini un piano di sfollamento dell'edificio.
- Letteratura di emergenza professionale che spiega cosa fare in vari tipi di catastrofi, studiate e comprese prima del disastro attuale, ma conservato per eventuali consultazioni.
- Mappe dettagliate del luogo.
- Equipaggiamento standard da campeggio.
- Abbigliamento adatto ad ogni condizione climatica (per esempio: poncho, cappelli, guanti, ecc.)
- Sacchi a pelo e coperte.
- Cure per animali, bambini ed anziani presenti in famiglia.
- Radio a manovella o a batteria con scorta di pile.
- Coltello pieghevole.
- Carta igienica.
- Scotch americano, corda e paracord.
- Teloni in plastica per la raccolta o il riparo dall'acqua.
- Fionda.
- Filo da pesca.